# Eupeodes aberrantis
Eupeodes aberrantis är en tvåvingeart som först beskrevs av Charles Howard Curran 1925.  Eupeodes aberrantis ingår i släktet fältblomflugor, och familjen blomflugor. Inga underarter finns listade i Catalogue of Life.